# Hydrellia latipalpis
Hydrellia latipalpis är en tvåvingeart som beskrevs av Cresson 1943. Hydrellia latipalpis ingår i släktet Hydrellia och familjen vattenflugor. Inga underarter finns listade i Catalogue of Life.